# Filippo Maria Pandolfi
Pour les articles homonymes, voir Pandolfi.
Filippo Maria Pandolfi, né le 1er novembre 1927 à Bergame et mort le 21 mars 2025 dans la même ville, est un homme politique italien issu de la Démocratie chrétienne (DC).

## Biographie

### Jeunesse et formation
Né en 1927 à Bergame dans le nord du royaume d'Italie, Filippo Maria Pandolfi étudie la philosophie à l'université catholique de Milan. Il devient par la suite enseignant, puis travaille chez un éditeur de manuels scolaires.

### Engagement politique

#### Débuts
Membre de la Démocratie chrétienne (DC), Filippo Maria Pandolfi postule aux élections générales de mai 1968 dans la 6e circonscription — qui correspond aux provinces de Brescia et de Bergame — et est élu à la Chambre des députés avec 41 439 voix de préférence.
Réélu aux élections anticipées de 1972 avec plus de 49 000 suffrages, il intègre le gouvernement deux ans plus tard, au poste de sous-secrétaire d'État du ministère des Finances.

#### Carrière ministérielle
Le 30 juillet 1976, un mois après avoir été réélu député avec plus de 67 000 voix, Filippo Maria Pandolfi est nommé à 49 ans ministre des Finances du troisième gouvernement du démocrate chrétien Giulio Andreotti. Quand celui-ci constitue son quatrième cabinet le 11 mars 1978, Pandolfi devient ministre du Trésor. Il est maintenu dans ses fonctions au sein du gouvernement Andreotti V.
Il conserve son mandat de parlementaire au cours des élections anticipées de juin 1979 en totalisant 85 000 préférences. Le mois suivant, alors qu'Andreotti puis Bettino Craxi ont échoué à constituer une majorité, le président de la République Sandro Pertini confie une mission d'exploration à Pandolfi le 26 juillet. Il y renonce six jours plus tard, après que le Parti socialiste a rejeté son idée d'un gouvernement minoritaire formé par la DC, le Parti social-démocrate (PSDI) et le Parti républicain (PRI). C'est finalement Francesco Cossiga qui accède à la présidence du Conseil, et désigne Pandolfi ministre du Trésor.
À la formation du gouvernement d'Arnaldo Forlani le 18 octobre 1980, il est remplacé par Nino Andreatta et quitte l'exécutif, où il avait siégé quatre ans. Il est rappelé dès le 20 décembre, comme ministre de l'Industrie, du Commerce et de l'Artisanat. Forlani ayant dû céder le pouvoir à Giovanni Spadolini, un nouveau cabinet est installé le 28 juin 1981, dont il se trouve exclu.
Le 1er décembre 1982, le nouveau président du Conseil Amintore Fanfani l'intègre à son cinquième gouvernement, de nouveau comme ministre de l'Industrie. Reconduit en tant que député de Brescia avec 75 000 voix au cours des élections de juin 1983, il devient ministre de l'Agriculture et des Forêts le 4 août suivant et exerce cette responsabilité sous l'autorité du socialiste Bettino Craxi puis des démocrates-chrétiens Amintore Fanfani et Giovanni Goria. Il est entretemps réélu à la Chambre avec 76 000 suffrages en juin 1987.

#### Commissaire européen

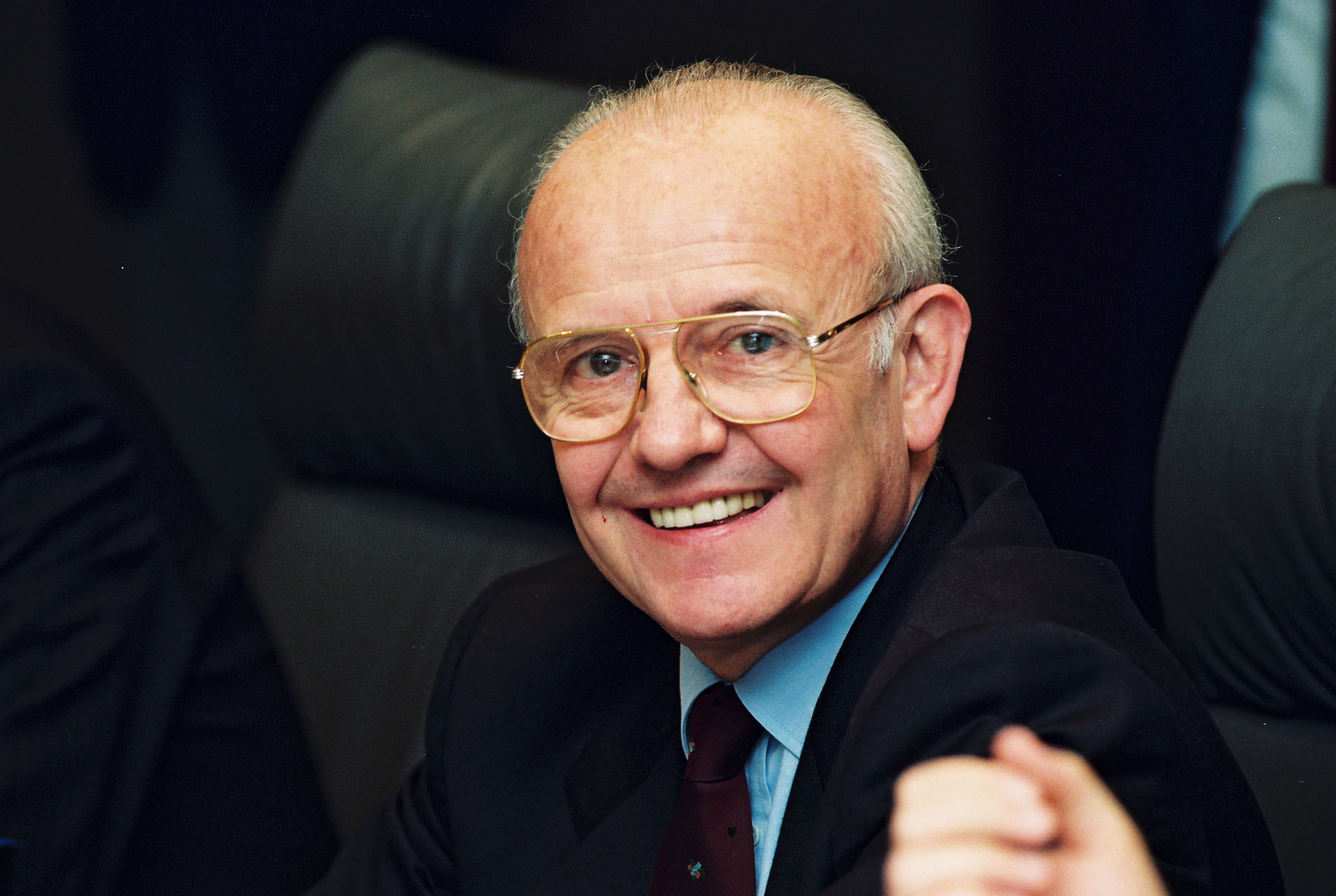
Filippo Maria Pandolfi en 1990

Filippo Maria Pandolfi n'est pas confirmé par Ciriaco De Mita le 11 mars 1988, et quitte définitivement le gouvernement italien.
Il démissionne neuf mois plus tard du Parlement, afin de prendre le 6 janvier 1989 le poste de vice-président de la Commission européenne et commissaire à la Science, à la Recherche, au Développement, aux Télécommunications et à l'Innovation dans la commission Delors II.
Il n'est pas maintenu dans la commission Delors III le 1er janvier 1993, le diplomate Raniero Vanni d'Archirafi lui succédant comme commissaire italien. Il met alors un terme à 25 ans de vie politique.

### Décès
Filippo Maria Pandolfi meurt le 21 mars 2025 à l'âge de 97 ans dans la ville de Bergame .